# Johnny Leoni
Johnny Leoni (født 30. juni 1984) er en schweizisk fodboldspiller.

## Schweizs fodboldlandshold
| Schweiz' landshold | Schweiz' landshold | Schweiz' landshold |
| År                 | Kmp                | Mål                |
| ------------------ | ------------------ | ------------------ |
| 2011               | 1                  | 0                  |
| Total              | 1                  | 0                  |